# ISO 3166-1
ISO 3166-1 – część standardu ISO 3166, zawiera 3 wersje kodów nazw państw oraz terytoriów. Po raz pierwszy był opublikowany w 1974 roku przez Międzynarodową Organizację Normalizacyjną (ISO) jako ISO 3166. W piątej edycji ISO 3166 zostało rozszerzone do trzech części, z których pierwsza była kontynuacją poprzednich edycji. Określa on trzy różne zestawy kodów:
- ISO 3166-1 alfa-2 – dwuliterowe kody państw
- ISO 3166-1 alfa-3 – trzyliterowe kody państw
- ISO 3166-1 numeryczny – trzycyfrowe kody państw.

Pierwsza edycja ISO 3166 została opublikowana w 1974 i zawierała jedynie kody literowe. Druga edycja, opublikowana w 1981, zawierała dodatkowo kody numeryczne. Edycje trzecia (1988) i czwarta (1993) utrzymywały ten podział. Od 1997, czyli od rozwinięcia standardu do trzech części, kody państw i terytoriów są publikowane jako ISO 3166-1.
Jako powszechnie stosowana norma międzynarodowa, ISO 3166-1 jest wdrażany w innych standardach i używany przez wiele organizacji międzynarodowych w celu ułatwienia wymiany towarów i informacji. Nie jest jednak jedynym standardem kodowania krajów. Istnieją również inne zestawy kodów państw używane przez różne organizacje międzynarodowe, które są całkowicie bądź częściowo niezgodne z ISO 3166-1, choć zdarzają się też takie, które ściśle odpowiadają kodom ISO 3166-1.
W przypadku zmiany nazwy państwa jest mu przydzielany nowy kod literowy. W przypadku zmian granic zmianie ulega kod numeryczny. Zdarza się również, że nowe państwo otrzymuje kod, który kiedyś był używany przez państwo już nieistniejące albo takie, które zmieniło swoją nazwę co z kolei spowodowało zmianę jego kodów ISO 3166-1. Przykładem jest kod CS przydzielony w latach 1974–1993 Czechosłowacji, zaś w latach 2003–2006 Serbii i Czarnogórze.

## Kryteria przydzielania kodów
Aktualnie 249 państw i terytoriów ma przydzielone oficjalne kody ISO 3166-1. Zgodnie z zasadami Agencji zarządzającej ISO 3166 (ISO 3166/MA), jedynym sposobem przydzielenia państwu kodu standardu ISO 3166-1 jest rejestracja tego państwa lub terytorium w jednym z następujących miejsc:
- Biuletyn Nazwy państw ONZ,
- Kody państw i regionów do użytku statystycznego (Country and Region Codes for Statistical Use według nomenklatury ISO i Countries or areas, codes and abbreviations według nomenklatury ONZ[7]) Departamentu Statystyki ONZ.

Aby zostać wymienionym w biuletynie Nazwy państw, państwo musi spełniać co najmniej jeden z następujących warunków:
- musi być członkiem ONZ,
- musi być członkiem jednej z jej wyspecjalizowanych agencji,
- musi być stroną w Statucie Międzynarodowego Trybunału Sprawiedliwości.

Lista nazw w Country and Region Codes for Statistical Use Departamentu Statystyki ONZ bazuje na biuletynie Nazwy państw i innych źródłach ONZ.
Jeżeli państwo lub terytorium zostanie wymienione w jednym z tych dwóch źródeł, zostanie automatycznie dodane do standardu ISO 3166-1.
ISO 3166/MA może rezerwować kody dla innych elementów, które na podstawie powyższych kryteriów nie kwalifikują się do włączenia do standardu. Przykładem jest Unia Europejska, której pomimo tego, że nie jest państwem i nie jest formalnie objęta ISO 3166-1, z przyczyn praktycznych Agencja zarządzająca ISO 3166 zarezerwowała dwuliterowy kod EU w celu identyfikacji Unii Europejskiej w ramach kodów ISO 3166-1.

## Nazwy i kody
Nazwy państw i terytoriów wymienione w standardzie ISO 3166-1 pochodzą z dwóch wymienionych powyżej źródeł ONZ. Niektóre nazwy państw, używane przez ONZ, a zatem przez ISO, są przedmiotem sporu:
- Republika Macedonii z powodu konfliktu grecko-macedońskiego jest wymieniona jako „Macedonia, była Republika Jugosłowiańska” (tymczasowe odniesienie stosowane przez ONZ)[potrzebna aktualizacja?].
- Terytorium wyspy Tajwan jest wymienione jako „Tajwan, prowincja Chin” ze względu na status polityczny w ramach ONZ. ONZ nie uznaje wyspy Tajwan jako Republiki Chińskiej, natomiast uznaje ją za część Chińskiej Republiki Ludowej[8]. W 2007 r. Republika Chińska wniosła pozew przed cywilnym sądem szwajcarskim przeciwko Międzynarodowej Organizacji Normalizacyjnej (ISO), twierdząc, że stosowanie przez ISO nazwy używanej przez ONZ zamiast nazwy „Republika Chińska (Tajwan)” narusza prawa Tajwanu do określania własnej nazwy[9]. 9 września 2010 r. Federalny Sąd Najwyższy Szwajcarii, stosunkiem głosów trzy do dwóch oddalił pozew jako sprawę polityczną, nie podlegającą szwajcarskiej jurysdykcji cywilnej[10][11].

Kody są wybierane w sposób „odzwierciedlający istotny, unikatowy składnik nazwy kraju, w celu umożliwienia wizualnego skojarzenia nazwy i kodu danego państwa”. Z tego powodu elementy pospolite nazw państw, takie jak „Republika”, „Królestwo”, „Unia”, „Federacja” czy „demokratyczny/a” nie są zazwyczaj wykorzystywane do określania elementów kodu. W konsekwencji, na przykład Wielkiej Brytanii jest oficjalnie przypisany kod alfa-2: GB, a nie UK, na podstawie oficjalnej nazwy „Zjednoczone Królestwo Wielkiej Brytanii i Irlandii Północnej” (choć kod UK na wniosek Wielkiej Brytanii jest zarezerwowany). Niektóre kody zostały wybrane na podstawie rodzimych nazw krajów. Na przykład Niemcom jest przypisany kod alfa-2: DE, nawiązujący do niemieckiej nazwy „Deutschland”.

## Informacje zawarte w standardzie ISO 3166-1
Standard ISO 3166-1 jest opublikowany w dwóch wersjach językowych: angielskiej i francuskiej. Od drugiej edycji ISO 3166-1 (2006) dla każdego państwa i terytorium podane są następujące informacje:
1. NAZWA PAŃSTWA/TERYTORIUM (skrócona, zapisana kapitalikami)
2. Nazwa państwa/terytorium (skrócona, zapisana małymi literami)
3. Pełna nazwa państwa/terytorium
4. kod alfa-2
5. kod alfa-3
6. kod numeryczny
7. uwagi
8. niepodległość (tzn. oznaczenie czy dany podmiot traktowany jest jako państwo suwerenne)
9. informacje dodatkowe: Język urzędowy kod(y) alfa-2
10. informacje dodatkowe: Język urzędowy kod(y) alfa-3
11. informacje dodatkowe: lokalna nazwa państwa/terytorium (nazwa w języku urzędowym danego państwa/terytorium)

## Kody

### Oficjalnie przydzielone kody
Poniżej zamieszczona jest kompletna lista państw i terytoriów, które mają przypisane kody ISO 3166-1. Lista została posortowana według skróconych nazw polskich.
| polska nazwa skrócona                                           | angielska nazwa skrócona                     | kod alfa-2 | kod alfa-3 | kod numeryczny | kody ISO 3166-2 |
| --------------------------------------------------------------- | -------------------------------------------- | ---------- | ---------- | -------------- | --------------- |
| Afganistan                                                      | Afghanistan                                  | AF         | AFG        | 004            | ISO 3166-2:AF   |
| Albania                                                         | Albania                                      | AL         | ALB        | 008            | ISO 3166-2:AL   |
| Algieria                                                        | Algeria                                      | DZ         | DZA        | 012            | ISO 3166-2:DZ   |
| Andora                                                          | Andorra                                      | AD         | AND        | 020            | ISO 3166-2:AD   |
| Angola                                                          | Angola                                       | AO         | AGO        | 024            | ISO 3166-2:AO   |
| Anguilla                                                        | Anguilla                                     | AI         | AIA        | 660            | ISO 3166-2:AI   |
| Antarktyka                                                      | Antarctica                                   | AQ         | ATA        | 010            | ISO 3166-2:AQ   |
| Antigua i Barbuda                                               | Antigua and Barbuda                          | AG         | ATG        | 028            | ISO 3166-2:AG   |
| Arabia Saudyjska                                                | Saudi Arabia                                 | SA         | SAU        | 682            | ISO 3166-2:SA   |
| Argentyna                                                       | Argentina                                    | AR         | ARG        | 032            | ISO 3166-2:AR   |
| Armenia                                                         | Armenia                                      | AM         | ARM        | 051            | ISO 3166-2:AM   |
| Aruba                                                           | Aruba                                        | AW         | ABW        | 533            | ISO 3166-2:AW   |
| Australia                                                       | Australia                                    | AU         | AUS        | 036            | ISO 3166-2:AU   |
| Austria                                                         | Austria                                      | AT         | AUT        | 040            | ISO 3166-2:AT   |
| Azerbejdżan                                                     | Azerbaijan                                   | AZ         | AZE        | 031            | ISO 3166-2:AZ   |
| Bahamy                                                          | Bahamas                                      | BS         | BHS        | 044            | ISO 3166-2:BS   |
| Bahrajn                                                         | Bahrain                                      | BH         | BHR        | 048            | ISO 3166-2:BH   |
| Bangladesz                                                      | Bangladesh                                   | BD         | BGD        | 050            | ISO 3166-2:BD   |
| Barbados                                                        | Barbados                                     | BB         | BRB        | 052            | ISO 3166-2:BB   |
| Belgia                                                          | Belgium                                      | BE         | BEL        | 056            | ISO 3166-2:BE   |
| Belize                                                          | Belize                                       | BZ         | BLZ        | 084            | ISO 3166-2:BZ   |
| Benin                                                           | Benin                                        | BJ         | BEN        | 204            | ISO 3166-2:BJ   |
| Bermudy                                                         | Bermuda                                      | BM         | BMU        | 060            | ISO 3166-2:BM   |
| Bhutan                                                          | Bhutan                                       | BT         | BTN        | 064            | ISO 3166-2:BT   |
| Białoruś                                                        | Belarus                                      | BY         | BLR        | 112            | ISO 3166-2:BY   |
| Boliwia                                                         | Bolivia, Plurinational State of              | BO         | BOL        | 068            | ISO 3166-2:BO   |
| Bonaire, Sint Eustatius i Saba                                  | Bonaire, Sint Eustatius and Saba             | BQ         | BES        | 535            | ISO 3166-2:BQ   |
| Bośnia i Hercegowina                                            | Bosnia and Herzegovina                       | BA         | BIH        | 070            | ISO 3166-2:BA   |
| Botswana                                                        | Botswana                                     | BW         | BWA        | 072            | ISO 3166-2:BW   |
| Brazylia                                                        | Brazil                                       | BR         | BRA        | 076            | ISO 3166-2:BR   |
| Brunei                                                          | Brunei Darussalam                            | BN         | BRN        | 096            | ISO 3166-2:BN   |
| Brytyjskie Terytorium Oceanu Indyjskiego                        | British Indian Ocean Territory               | IO         | IOT        | 086            | ISO 3166-2:IO   |
| Brytyjskie Wyspy Dziewicze                                      | Virgin Islands, British                      | VG         | VGB        | 092            | ISO 3166-2:VG   |
| Bułgaria                                                        | Bulgaria                                     | BG         | BGR        | 100            | ISO 3166-2:BG   |
| Burkina Faso                                                    | Burkina Faso                                 | BF         | BFA        | 854            | ISO 3166-2:BF   |
| Burundi                                                         | Burundi                                      | BI         | BDI        | 108            | ISO 3166-2:BI   |
| Chile                                                           | Chile                                        | CL         | CHL        | 152            | ISO 3166-2:CL   |
| Chiny                                                           | China                                        | CN         | CHN        | 156            | ISO 3166-2:CN   |
| Chorwacja                                                       | Croatia                                      | HR         | HRV        | 191            | ISO 3166-2:HR   |
| Curaçao                                                         | Curaçao                                      | CW         | CUW        | 531            | ISO 3166-2:CW   |
| Cypr                                                            | Cyprus                                       | CY         | CYP        | 196            | ISO 3166-2:CY   |
| Czad                                                            | Chad                                         | TD         | TCD        | 148            | ISO 3166-2:TD   |
| Czarnogóra                                                      | Montenegro                                   | ME         | MNE        | 499            | ISO 3166-2:ME   |
| Czechy                                                          | Czechia                                      | CZ         | CZE        | 203            | ISO 3166-2:CZ   |
| Dalekie Wyspy Mniejsze Stanów Zjednoczonych                     | United States Minor Outlying Islands         | UM         | UMI        | 581            | ISO 3166-2:UM   |
| Dania                                                           | Denmark                                      | DK         | DNK        | 208            | ISO 3166-2:DK   |
| Demokratyczna Republika Konga                                   | Congo, the Democratic Republic of the        | CD         | COD        | 180            | ISO 3166-2:CD   |
| Dominika                                                        | Dominica                                     | DM         | DMA        | 212            | ISO 3166-2:DM   |
| Dominikana                                                      | Dominican Republic                           | DO         | DOM        | 214            | ISO 3166-2:DO   |
| Dżibuti                                                         | Djibouti                                     | DJ         | DJI        | 262            | ISO 3166-2:DJ   |
| Egipt                                                           | Egypt                                        | EG         | EGY        | 818            | ISO 3166-2:EG   |
| Ekwador                                                         | Ecuador                                      | EC         | ECU        | 218            | ISO 3166-2:EC   |
| Erytrea                                                         | Eritrea                                      | ER         | ERI        | 232            | ISO 3166-2:ER   |
| Estonia                                                         | Estonia                                      | EE         | EST        | 233            | ISO 3166-2:EE   |
| Eswatini                                                        | Eswatini                                     | SZ         | SWZ        | 748            | ISO 3166-2:SZ   |
| Etiopia                                                         | Ethiopia                                     | ET         | ETH        | 231            | ISO 3166-2:ET   |
| Falklandy                                                       | Falkland Islands (Malvinas)                  | FK         | FLK        | 238            | ISO 3166-2:FK   |
| Fidżi                                                           | Fiji                                         | FJ         | FJI        | 242            | ISO 3166-2:FJ   |
| Filipiny                                                        | Philippines                                  | PH         | PHL        | 608            | ISO 3166-2:PH   |
| Finlandia                                                       | Finland                                      | FI         | FIN        | 246            | ISO 3166-2:FI   |
| Francja                                                         | France                                       | FR         | FRA        | 250            | ISO 3166-2:FR   |
| Francuskie Terytoria Południowe i Antarktyczne                  | French Southern Territories                  | TF         | ATF        | 260            | ISO 3166-2:TF   |
| Gabon                                                           | Gabon                                        | GA         | GAB        | 266            | ISO 3166-2:GA   |
| Gambia                                                          | Gambia                                       | GM         | GMB        | 270            | ISO 3166-2:GM   |
| Georgia Południowa i Sandwich Południowy                        | South Georgia and the South Sandwich Islands | GS         | SGS        | 239            | ISO 3166-2:GS   |
| Ghana                                                           | Ghana                                        | GH         | GHA        | 288            | ISO 3166-2:GH   |
| Gibraltar                                                       | Gibraltar                                    | GI         | GIB        | 292            | ISO 3166-2:GI   |
| Grecja                                                          | Greece                                       | GR         | GRC        | 300            | ISO 3166-2:GR   |
| Grenada                                                         | Grenada                                      | GD         | GRD        | 308            | ISO 3166-2:GD   |
| Grenlandia                                                      | Greenland                                    | GL         | GRL        | 304            | ISO 3166-2:GL   |
| Gruzja                                                          | Georgia                                      | GE         | GEO        | 268            | ISO 3166-2:GE   |
| Guam                                                            | Guam                                         | GU         | GUM        | 316            | ISO 3166-2:GU   |
| Guernsey                                                        | Guernsey                                     | GG         | GGY        | 831            | ISO 3166-2:GG   |
| Gujana Francuska                                                | French Guiana                                | GF         | GUF        | 254            | ISO 3166-2:GF   |
| Gujana                                                          | Guyana                                       | GY         | GUY        | 328            | ISO 3166-2:GY   |
| Gwadelupa                                                       | Guadeloupe                                   | GP         | GLP        | 312            | ISO 3166-2:GP   |
| Gwatemala                                                       | Guatemala                                    | GT         | GTM        | 320            | ISO 3166-2:GT   |
| Gwinea Bissau                                                   | Guinea-Bissau                                | GW         | GNB        | 624            | ISO 3166-2:GW   |
| Gwinea Równikowa                                                | Equatorial Guinea                            | GQ         | GNQ        | 226            | ISO 3166-2:GQ   |
| Gwinea                                                          | Guinea                                       | GN         | GIN        | 324            | ISO 3166-2:GN   |
| Haiti                                                           | Haiti                                        | HT         | HTI        | 332            | ISO 3166-2:HT   |
| Hiszpania                                                       | Spain                                        | ES         | ESP        | 724            | ISO 3166-2:ES   |
| Holandia                                                        | Netherlands                                  | NL         | NLD        | 528            | ISO 3166-2:NL   |
| Honduras                                                        | Honduras                                     | HN         | HND        | 340            | ISO 3166-2:HN   |
| Hongkong                                                        | Hong Kong                                    | HK         | HKG        | 344            | ISO 3166-2:HK   |
| Indie                                                           | India                                        | IN         | IND        | 356            | ISO 3166-2:IN   |
| Indonezja                                                       | Indonesia                                    | ID         | IDN        | 360            | ISO 3166-2:ID   |
| Irak                                                            | Iraq                                         | IQ         | IRQ        | 368            | ISO 3166-2:IQ   |
| Iran                                                            | Iran, Islamic Republic of                    | IR         | IRN        | 364            | ISO 3166-2:IR   |
| Irlandia                                                        | Ireland                                      | IE         | IRL        | 372            | ISO 3166-2:IE   |
| Islandia                                                        | Iceland                                      | IS         | ISL        | 352            | ISO 3166-2:IS   |
| Izrael                                                          | Israel                                       | IL         | ISR        | 376            | ISO 3166-2:IL   |
| Jamajka                                                         | Jamaica                                      | JM         | JAM        | 388            | ISO 3166-2:JM   |
| Japonia                                                         | Japan                                        | JP         | JPN        | 392            | ISO 3166-2:JP   |
| Jemen                                                           | Yemen                                        | YE         | YEM        | 887            | ISO 3166-2:YE   |
| Jersey                                                          | Jersey                                       | JE         | JEY        | 832            | ISO 3166-2:JE   |
| Jordania                                                        | Jordan                                       | JO         | JOR        | 400            | ISO 3166-2:JO   |
| Kajmany                                                         | Cayman Islands                               | KY         | CYM        | 136            | ISO 3166-2:KY   |
| Kambodża                                                        | Cambodia                                     | KH         | KHM        | 116            | ISO 3166-2:KH   |
| Kamerun                                                         | Cameroon                                     | CM         | CMR        | 120            | ISO 3166-2:CM   |
| Kanada                                                          | Canada                                       | CA         | CAN        | 124            | ISO 3166-2:CA   |
| Katar                                                           | Qatar                                        | QA         | QAT        | 634            | ISO 3166-2:QA   |
| Kazachstan                                                      | Kazakhstan                                   | KZ         | KAZ        | 398            | ISO 3166-2:KZ   |
| Kenia                                                           | Kenya                                        | KE         | KEN        | 404            | ISO 3166-2:KE   |
| Kirgistan                                                       | Kyrgyzstan                                   | KG         | KGZ        | 417            | ISO 3166-2:KG   |
| Kiribati                                                        | Kiribati                                     | KI         | KIR        | 296            | ISO 3166-2:KI   |
| Kolumbia                                                        | Colombia                                     | CO         | COL        | 170            | ISO 3166-2:CO   |
| Komory                                                          | Comoros                                      | KM         | COM        | 174            | ISO 3166-2:KM   |
| Kongo                                                           | Congo                                        | CG         | COG        | 178            | ISO 3166-2:CG   |
| Korea Południowa                                                | Korea, Republic of                           | KR         | KOR        | 410            | ISO 3166-2:KR   |
| Korea Północna                                                  | Korea, Democratic People’s Republic of       | KP         | PRK        | 408            | ISO 3166-2:KP   |
| Kostaryka                                                       | Costa Rica                                   | CR         | CRI        | 188            | ISO 3166-2:CR   |
| Kuba                                                            | Cuba                                         | CU         | CUB        | 192            | ISO 3166-2:CU   |
| Kuwejt                                                          | Kuwait                                       | KW         | KWT        | 414            | ISO 3166-2:KW   |
| Laos                                                            | Lao People’s Democratic Republic             | LA         | LAO        | 418            | ISO 3166-2:LA   |
| Lesotho                                                         | Lesotho                                      | LS         | LSO        | 426            | ISO 3166-2:LS   |
| Liban                                                           | Lebanon                                      | LB         | LBN        | 422            | ISO 3166-2:LB   |
| Liberia                                                         | Liberia                                      | LR         | LBR        | 430            | ISO 3166-2:LR   |
| Libia                                                           | Libyan Arab Jamahiriya                       | LY         | LBY        | 434            | ISO 3166-2:LY   |
| Liechtenstein                                                   | Liechtenstein                                | LI         | LIE        | 438            | ISO 3166-2:LI   |
| Litwa                                                           | Lithuania                                    | LT         | LTU        | 440            | ISO 3166-2:LT   |
| Luksemburg                                                      | Luxembourg                                   | LU         | LUX        | 442            | ISO 3166-2:LU   |
| Łotwa                                                           | Latvia                                       | LV         | LVA        | 428            | ISO 3166-2:LV   |
| Macedonia Północna                                              | North Macedonia                              | MK         | MKD        | 807            | ISO 3166-2:MK   |
| Madagaskar                                                      | Madagascar                                   | MG         | MDG        | 450            | ISO 3166-2:MG   |
| Majotta                                                         | Mayotte                                      | YT         | MYT        | 175            | ISO 3166-2:YT   |
| Makau                                                           | Macao                                        | MO         | MAC        | 446            | ISO 3166-2:MO   |
| Malawi                                                          | Malawi                                       | MW         | MWI        | 454            | ISO 3166-2:MW   |
| Malediwy                                                        | Maldives                                     | MV         | MDV        | 462            | ISO 3166-2:MV   |
| Malezja                                                         | Malaysia                                     | MY         | MYS        | 458            | ISO 3166-2:MY   |
| Mali                                                            | Mali                                         | ML         | MLI        | 466            | ISO 3166-2:ML   |
| Malta                                                           | Malta                                        | MT         | MLT        | 470            | ISO 3166-2:MT   |
| Mariany Północne                                                | Northern Mariana Islands                     | MP         | MNP        | 580            | ISO 3166-2:MP   |
| Maroko                                                          | Morocco                                      | MA         | MAR        | 504            | ISO 3166-2:MA   |
| Martynika                                                       | Martinique                                   | MQ         | MTQ        | 474            | ISO 3166-2:MQ   |
| Mauretania                                                      | Mauritania                                   | MR         | MRT        | 478            | ISO 3166-2:MR   |
| Mauritius                                                       | Mauritius                                    | MU         | MUS        | 480            | ISO 3166-2:MU   |
| Meksyk                                                          | Mexico                                       | MX         | MEX        | 484            | ISO 3166-2:MX   |
| Mikronezja                                                      | Micronesia, Federated States of              | FM         | FSM        | 583            | ISO 3166-2:FM   |
| Mjanma                                                          | Myanmar                                      | MM         | MMR        | 104            | ISO 3166-2:MM   |
| Mołdawia                                                        | Moldova, Republic of                         | MD         | MDA        | 498            | ISO 3166-2:MD   |
| Monako                                                          | Monaco                                       | MC         | MCO        | 492            | ISO 3166-2:MC   |
| Mongolia                                                        | Mongolia                                     | MN         | MNG        | 496            | ISO 3166-2:MN   |
| Montserrat                                                      | Montserrat                                   | MS         | MSR        | 500            | ISO 3166-2:MS   |
| Mozambik                                                        | Mozambique                                   | MZ         | MOZ        | 508            | ISO 3166-2:MZ   |
| Namibia                                                         | Namibia                                      | NA         | NAM        | 516            | ISO 3166-2:NA   |
| Nauru                                                           | Nauru                                        | NR         | NRU        | 520            | ISO 3166-2:NR   |
| Nepal                                                           | Nepal                                        | NP         | NPL        | 524            | ISO 3166-2:NP   |
| Niemcy                                                          | Germany                                      | DE         | DEU        | 276            | ISO 3166-2:DE   |
| Niger                                                           | Niger                                        | NE         | NER        | 562            | ISO 3166-2:NE   |
| Nigeria                                                         | Nigeria                                      | NG         | NGA        | 566            | ISO 3166-2:NG   |
| Nikaragua                                                       | Nicaragua                                    | NI         | NIC        | 558            | ISO 3166-2:NI   |
| Niue                                                            | Niue                                         | NU         | NIU        | 570            | ISO 3166-2:NU   |
| Norfolk                                                         | Norfolk Island                               | NF         | NFK        | 574            | ISO 3166-2:NF   |
| Norwegia                                                        | Norway                                       | NO         | NOR        | 578            | ISO 3166-2:NO   |
| Nowa Kaledonia                                                  | New Caledonia                                | NC         | NCL        | 540            | ISO 3166-2:NC   |
| Nowa Zelandia                                                   | New Zealand                                  | NZ         | NZL        | 554            | ISO 3166-2:NZ   |
| Oman                                                            | Oman                                         | OM         | OMN        | 512            | ISO 3166-2:OM   |
| Pakistan                                                        | Pakistan                                     | PK         | PAK        | 586            | ISO 3166-2:PK   |
| Palau                                                           | Palau                                        | PW         | PLW        | 585            | ISO 3166-2:PW   |
| Palestyna                                                       | Palestinian Territory, Occupied              | PS         | PSE        | 275            | ISO 3166-2:PS   |
| Panama                                                          | Panama                                       | PA         | PAN        | 591            | ISO 3166-2:PA   |
| Papua-Nowa Gwinea                                               | Papua New Guinea                             | PG         | PNG        | 598            | ISO 3166-2:PG   |
| Paragwaj                                                        | Paraguay                                     | PY         | PRY        | 600            | ISO 3166-2:PY   |
| Peru                                                            | Peru                                         | PE         | PER        | 604            | ISO 3166-2:PE   |
| Pitcairn                                                        | Pitcairn                                     | PN         | PCN        | 612            | ISO 3166-2:PN   |
| Polinezja Francuska                                             | French Polynesia                             | PF         | PYF        | 258            | ISO 3166-2:PF   |
| Polska                                                          | Poland                                       | PL         | POL        | 616            | ISO 3166-2:PL   |
| Portoryko                                                       | Puerto Rico                                  | PR         | PRI        | 630            | ISO 3166-2:PR   |
| Portugalia                                                      | Portugal                                     | PT         | PRT        | 620            | ISO 3166-2:PT   |
| Południowa Afryka                                               | South Africa                                 | ZA         | ZAF        | 710            | ISO 3166-2:ZA   |
| Republika Środkowoafrykańska                                    | Central African Republic                     | CF         | CAF        | 140            | ISO 3166-2:CF   |
| Republika Zielonego Przylądka                                   | Cape Verde                                   | CV         | CPV        | 132            | ISO 3166-2:CV   |
| Reunion                                                         | Réunion                                      | RE         | REU        | 638            | ISO 3166-2:RE   |
| Rosja                                                           | Russian Federation                           | RU         | RUS        | 643            | ISO 3166-2:RU   |
| Rumunia                                                         | Romania                                      | RO         | ROU        | 642            | ISO 3166-2:RO   |
| Rwanda                                                          | Rwanda                                       | RW         | RWA        | 646            | ISO 3166-2:RW   |
| Sahara Zachodnia                                                | Western Sahara                               | EH         | ESH        | 732            | ISO 3166-2:EH   |
| Saint Kitts i Nevis                                             | Saint Kitts and Nevis                        | KN         | KNA        | 659            | ISO 3166-2:KN   |
| Saint Lucia                                                     | Saint Lucia                                  | LC         | LCA        | 662            | ISO 3166-2:LC   |
| Saint Vincent i Grenadyny                                       | Saint Vincent and the Grenadines             | VC         | VCT        | 670            | ISO 3166-2:VC   |
| Saint-Barthélemy                                                | Saint Barthélemy                             | BL         | BLM        | 652            | ISO 3166-2:BL   |
| Saint-Martin                                                    | Saint Martin (French part)                   | MF         | MAF        | 663            | ISO 3166-2:MF   |
| Saint-Pierre i Miquelon                                         | Saint Pierre and Miquelon                    | PM         | SPM        | 666            | ISO 3166-2:PM   |
| Salwador                                                        | El Salvador                                  | SV         | SLV        | 222            | ISO 3166-2:SV   |
| Samoa Amerykańskie                                              | American Samoa                               | AS         | ASM        | 016            | ISO 3166-2:AS   |
| Samoa                                                           | Samoa                                        | WS         | WSM        | 882            | ISO 3166-2:WS   |
| San Marino                                                      | San Marino                                   | SM         | SMR        | 674            | ISO 3166-2:SM   |
| Senegal                                                         | Senegal                                      | SN         | SEN        | 686            | ISO 3166-2:SN   |
| Serbia                                                          | Serbia                                       | RS         | SRB        | 688            | ISO 3166-2:RS   |
| Seszele                                                         | Seychelles                                   | SC         | SYC        | 690            | ISO 3166-2:SC   |
| Sierra Leone                                                    | Sierra Leone                                 | SL         | SLE        | 694            | ISO 3166-2:SL   |
| Singapur                                                        | Singapore                                    | SG         | SGP        | 702            | ISO 3166-2:SG   |
| Sint Maarten                                                    | Sint Maarten (Dutch part)                    | SX         | SXM        | 534            | ISO 3166-2:SX   |
| Słowacja                                                        | Slovakia                                     | SK         | SVK        | 703            | ISO 3166-2:SK   |
| Słowenia                                                        | Slovenia                                     | SI         | SVN        | 705            | ISO 3166-2:SI   |
| Somalia                                                         | Somalia                                      | SO         | SOM        | 706            | ISO 3166-2:SO   |
| Sri Lanka                                                       | Sri Lanka                                    | LK         | LKA        | 144            | ISO 3166-2:LK   |
| Stany Zjednoczone                                               | United States                                | US         | USA        | 840            | ISO 3166-2:US   |
| Sudan                                                           | Sudan                                        | SD         | SDN        | 729            | ISO 3166-2:SD   |
| Sudan Południowy                                                | South Sudan                                  | SS         | SSD        | 728            | ISO 3166-2:SS   |
| Surinam                                                         | Suriname                                     | SR         | SUR        | 740            | ISO 3166-2:SR   |
| Svalbard i Jan Mayen                                            | Svalbard and Jan Mayen                       | SJ         | SJM        | 744            | ISO 3166-2:SJ   |
| Syria                                                           | Syrian Arab Republic                         | SY         | SYR        | 760            | ISO 3166-2:SY   |
| Szwajcaria                                                      | Switzerland                                  | CH         | CHE        | 756            | ISO 3166-2:CH   |
| Szwecja                                                         | Sweden                                       | SE         | SWE        | 752            | ISO 3166-2:SE   |
| Tadżykistan                                                     | Tajikistan                                   | TJ         | TJK        | 762            | ISO 3166-2:TJ   |
| Tajlandia                                                       | Thailand                                     | TH         | THA        | 764            | ISO 3166-2:TH   |
| Tajwan                                                          | Republic of China（Taiwan）                  | TW         | TWN        | 158            | ISO 3166-2:TW   |
| Tanzania                                                        | Tanzania, United Republic of                 | TZ         | TZA        | 834            | ISO 3166-2:TZ   |
| Timor Wschodni                                                  | Timor-Leste                                  | TL         | TLS        | 626            | ISO 3166-2:TL   |
| Togo                                                            | Togo                                         | TG         | TGO        | 768            | ISO 3166-2:TG   |
| Tokelau                                                         | Tokelau                                      | TK         | TKL        | 772            | ISO 3166-2:TK   |
| Tonga                                                           | Tonga                                        | TO         | TON        | 776            | ISO 3166-2:TO   |
| Trynidad i Tobago                                               | Trinidad and Tobago                          | TT         | TTO        | 780            | ISO 3166-2:TT   |
| Tunezja                                                         | Tunisia                                      | TN         | TUN        | 788            | ISO 3166-2:TN   |
| Turcja                                                          | Turkey                                       | TR         | TUR        | 792            | ISO 3166-2:TR   |
| Turkmenistan                                                    | Turkmenistan                                 | TM         | TKM        | 795            | ISO 3166-2:TM   |
| Turks i Caicos                                                  | Turks and Caicos Islands                     | TC         | TCA        | 796            | ISO 3166-2:TC   |
| Tuvalu                                                          | Tuvalu                                       | TV         | TUV        | 798            | ISO 3166-2:TV   |
| Uganda                                                          | Uganda                                       | UG         | UGA        | 800            | ISO 3166-2:UG   |
| Ukraina                                                         | Ukraine                                      | UA         | UKR        | 804            | ISO 3166-2:UA   |
| Urugwaj                                                         | Uruguay                                      | UY         | URY        | 858            | ISO 3166-2:UY   |
| Uzbekistan                                                      | Uzbekistan                                   | UZ         | UZB        | 860            | ISO 3166-2:UZ   |
| Vanuatu                                                         | Vanuatu                                      | VU         | VUT        | 548            | ISO 3166-2:VU   |
| Wallis i Futuna                                                 | Wallis and Futuna                            | WF         | WLF        | 876            | ISO 3166-2:WF   |
| Watykan                                                         | Holy See (Vatican City State)                | VA         | VAT        | 336            | ISO 3166-2:VA   |
| Wenezuela                                                       | Venezuela, Bolivarian Republic of            | VE         | VEN        | 862            | ISO 3166-2:VE   |
| Węgry                                                           | Hungary                                      | HU         | HUN        | 348            | ISO 3166-2:HU   |
| Wielka Brytania                                                 | United Kingdom                               | GB         | GBR        | 826            | ISO 3166-2:GB   |
| Wietnam                                                         | Viet Nam                                     | VN         | VNM        | 704            | ISO 3166-2:VN   |
| Włochy                                                          | Italy                                        | IT         | ITA        | 380            | ISO 3166-2:IT   |
| Wybrzeże Kości Słoniowej                                        | Côte d’Ivoire                                | CI         | CIV        | 384            | ISO 3166-2:CI   |
| Wyspa Bouveta                                                   | Bouvet Island                                | BV         | BVT        | 074            | ISO 3166-2:BV   |
| Wyspa Bożego Narodzenia                                         | Christmas Island                             | CX         | CXR        | 162            | ISO 3166-2:CX   |
| Wyspa Man                                                       | Isle of Man                                  | IM         | IMN        | 833            | ISO 3166-2:IM   |
| Wyspa Świętej Heleny, Wyspa Wniebowstąpienia i Tristan da Cunha | Saint Helena, Ascension and Tristan da Cunha | SH         | SHN        | 654            | ISO 3166-2:SH   |
| Wyspy Alandzkie                                                 | Åland Islands                                | AX         | ALA        | 248            | ISO 3166-2:AX   |
| Wyspy Cooka                                                     | Cook Islands                                 | CK         | COK        | 184            | ISO 3166-2:CK   |
| Wyspy Dziewicze Stanów Zjednoczonych                            | Virgin Islands, U.S.                         | VI         | VIR        | 850            | ISO 3166-2:VI   |
| Wyspy Heard i McDonalda                                         | Heard Island and McDonald Islands            | HM         | HMD        | 334            | ISO 3166-2:HM   |
| Wyspy Kokosowe                                                  | Cocos (Keeling) Islands                      | CC         | CCK        | 166            | ISO 3166-2:CC   |
| Wyspy Marshalla                                                 | Marshall Islands                             | MH         | MHL        | 584            | ISO 3166-2:MH   |
| Wyspy Owcze                                                     | Faroe Islands                                | FO         | FRO        | 234            | ISO 3166-2:FO   |
| Wyspy Salomona                                                  | Solomon Islands                              | SB         | SLB        | 090            | ISO 3166-2:SB   |
| Wyspy Świętego Tomasza i Książęca                               | Sao Tome and Principe                        | ST         | STP        | 678            | ISO 3166-2:ST   |
| Zambia                                                          | Zambia                                       | ZM         | ZMB        | 894            | ISO 3166-2:ZM   |
| Zimbabwe                                                        | Zimbabwe                                     | ZW         | ZWE        | 716            | ISO 3166-2:ZW   |
| Zjednoczone Emiraty Arabskie                                    | United Arab Emirates                         | AE         | ARE        | 784            | ISO 3166-2:AE   |

### Zarezerwowane kody
Poza oficjalnie przypisanymi kodami lista kodów może być poszerzona o kody zarezerwowane i przypisane przez użytkownika.
Zastrzeżonymi kodami są kody, które stały się nieaktualne, lub są wymagane w konkretnych zastosowaniach, ale nie kwalifikują się do włączenia w ISO 3166-1. Aby uniknąć przejściowych problemów w stosowaniu kodów oraz na potrzeby użytkowników, którzy potrzebują dodatkowych elementów kodu dla poprawnego funkcjonowania, Agencja zarządzająca ISO 3166, w uzasadnionych przypadkach zastrzega na czas określony bądź nieograniczony te kody, które zobowiązuje się nie używać do innych celów. Kody są zazwyczaj zarezerwowane dla byłych krajów, terytoriów zamorskich, organizacji międzynarodowych oraz specjalnego statusu obywatelstwa. Zastrzeżone kody alfa-2 i alfa-3 można podzielić na następujące cztery kategorie:
- alfa-2: rezerwacje wyjątkowe, rezerwacje przejściowe, rezerwacje na czas nieokreślony, oraz kody nieużywane
- alfa-3: rezerwacje wyjątkowe, rezerwacje przejściowe, rezerwacje na czas nieokreślony, oraz kody nieużywane
- numeryczny: brak rezerwacji

Kody przypisane przez użytkowników są kodami, do dyspozycji użytkowników, którzy potrzebują dodać kolejne nazwy krajów, terytoriów lub innych jednostek geograficznych dla ich stosowania w wewnętrznych systemach bazujących na ISO 3166-1. Agencja zarządzająca ISO 3166 nigdy nie będzie używać tych kodów przy aktualizacji standardu. Następujące kody mogą być przypisane przez użytkownika:
- alfa-2: AA, QM do QZ, XA do XZ i ZZ
- alfa-3: AAA do AAZ, QMA do QZZ, XAA do XZZ i ZZA do ZZZ
- numeryczny: 900 do 999

## Zmiany
Agencja zarządzająca ISO 3166 aktualizuje ISO 3166-1, wtedy, gdy jest to konieczne. Zmiany są publikowane w informatorach, w których są podane informacje uaktualniające. Co pewien czas wydawana jest kolejna edycja standardu, która łączy wszystkie zmiany z informatorów w całość. Zazwyczaj państwu jest przypisywany nowy kod ISO 3166-1 po zmianie nazwy lub zmianie granic terytorialnych. Mówiąc ogólnie, nowe kody literowe są przypisywane po zmianie znacznej części nazwy kraju, zaś nowe kody numeryczne po zmianie granic państwowych. Poprzednie, wycofane kody są publikowane w ISO 3166-3.
| Edycja/Informator           | Data wydania | Zawartość |
| --------------------------- | ------------ | --- |
| ISO 3166:1974               | 1974         | Pierwsza edycja ISO 3166 |
| ISO 3166:1981               | 1981         | Druga edycja ISO 3166 |
| ISO 3166:1988               | 1988         | Trzecia edycja ISO 3166 |
| ISO 3166:1993               | 1993         | Czwarta edycja ISO 3166 |
| ISO 3166-1:1997             | 1997-09-25   | Pierwsza edycja ISO 3166-1 (ISO 3166 zostało podzielone na trzy części) |
| Informator V-1              | 1998-02-05   | Zmiana oficjalnej nazwy (Samoa Zachodnie ⇒ Samoa) |
| Informator V-2              | 1999-10-01   | Dodanie nowego terytorium (Palestyńskie terytoria okupowane) |
| Informator V-3              | 2002-02-01   | Zmiana kodu alfa-3 (Rumunia) |
| Informator V-4              | 2002-05-20   | Zmiana oficjalnych nazw (Afganistan, Azerbejdżan, Bahrajn, Bośnia i Hercegowina, Fidżi, Hongkong, Kazachstan, Kiribati, Makau, Niue, Somalia, Wenezuela)                                                    |
| Informator V-5              | 2002-05-20   | Zmiana nazwy i kodów literowych (Timor Wschodni) |
| Informator V-6              | 2002-11-15   | Zmiana oficjalnej nazwy (Timor Wschodni) |
| Informator V-7              | 2003-01-14   | Zmiana oficjalnej nazwy (Komory) |
| Informator V-8              | 2003-07-23   | Zmiana nazwy i kodów literowych (Jugosławia ⇒ Serbia i Czarnogóra) |
| Informator V-9              | 2004-02-13   | Dodanie nowego terytorium (Wyspy Alandzkie) |
| Informator V-10             | 2004-04-26   | Zmiany oficjalnych nazw (Afganistan, Wyspy Alandzkie) |
| Informator V-11             | 2006-03-29   | Dodanie nowych terytoriów (Jersey, Guernsey i Wyspa Man); Zmiany informacji (Wielka Brytania) |
| Informator V-12             | 2006-09-26   | Podział państwa na dwa (Serbia i Czarnogóra ⇒ Serbia, Czarnogóra) |
| ISO 3166-1:2006             | 2006-11-20   | Druga edycja ISO 3166-1 |
| ISO 3166-1:2006/ Cor 1:2007 | 2007-07-15   | Pierwsze techniczne sprostowanie do ISO 3166-1:2006 |
| Informator VI-1             | 2007-09-21   | Dodanie nowych terytoriów (Saint-Barthélemy i Saint-Martin) oraz uaktualnienie Francji i innych terytoriów francuskich (Francja, Polinezja Francuska, Francuskie Terytoria Południowe, Gwadelupa i Reunion) |
| Informator VI-2             | 2008-03-31   | Zmiana nazwy (Mołdawia, Czarnogóra) oraz drobne korekty (Madagaskar, Palestyńskie terytoria okupowane, Saint-Barthélemy)                                                                                    |
| Informator VI-3             | 2008-09-09   | Zmiana nazwy (Nepal) oraz drobne korekty (Grenlandia, Guernsey, Mołdawia, Nigeria) |
| Informator VI-4             | 2009-01-07   | Zmiana nazwy (Mołdawia) oraz drobne korekty (Republika Środkowoafrykańska, Komory) |
| Informator VI-5             | 2009-03-03   | Zmiana nazwy (Wenezuela) oraz drobne korekty (Kiribati, Tuvalu) |
| Informator VI-6             | 2009-05-08   | Zmiana nazwy (Boliwia) |
| Informator VI-7             | 2010-02-22   | Zmiana nazwy (Wyspa Świętej Heleny, Wyspa Wniebowstąpienia i Tristan da Cunha) |
| Informator VI-8             | 2010-12-15   | Podział terytorium (Antyle Holenderskie ⇒ Curaçao, Sint Maarten oraz „Bonaire, Sint Eustatius i Saba”) oraz drobne korekty (Holandia, Bośnia i Hercegowina, Chorwacja)                                      |
| Informator VI-9             | 2011-06-12   | Zmiana nazwy (Fidżi, Birma) oraz drobne korekty („Bonaire, Sint Eustatius i Saba”, Wyspy Alandzkie, Bułgaria, Holandia, Niue)                                                                               |
| Informator VI-10            | 2011-08-09   | Dodanie nowego państwa (Sudan Południowy) |
| Informator VI-11            | 2011-11-08   | Zmiana nazwy (Libia) |
| Informator VI-12            | 2012-02-15   | Zmiana nazwy (Węgry) oraz drobne korekty (Bangladesz, Bonaire, Sint Eustatius i Saba, Republika Środkowoafrykańska, Gwinea Równikowa, Erytrea, Niemcy)                                                      |
| Informator VI-13            | 2012-08-02   | Zmiana nazwy (Erytrea) oraz drobne korekty (Niemcy, Sri Lanka) |
| Informator VI-14            | 2013-02-06   | Zmiana nazwy (Palestyna) oraz drobne korekty (Bułgaria, Wyspa Bouveta, Jersey, Saint-Martin, Seszele, Sint Maarten, Wietnam)                                                                                |
| Informator VI-15            | 2013-05-10   | Zmiana nazwy (Papua-Nowa Gwinea) |
| Informator VI-16            | 2013-07-11   | Zmiana nazwy (Somalia) |
| ISO 3166-1:2013             | 2013-11-19   | Trzecia edycja ISO 3166-1 |